# Ахмет Давутоглу
Ахмет Давутоглу (Коња, 26. фебруар 1959) турски је дипломата и политичар. 
Дана 28. августа 2014. именован је за премијера Турске након убедљиве победе на парламентарним изборима.
Изгубио је подршку Реџепа Ердогана због чега је био принуђен да се повуче у мају 2016. Наследио га је конзервативни политичар Бинали Јилдирим.